# ابوالقاسم بستی
ابوالقاسم اسماعیل بن احمد جیلی ملقب به بُستی عالم زیدی و معتزلی قرن چهارم و پنجم قمری بود. احتمالاً پیشینیان او اهل بُست در سیستان بودند ولی او در جوانی در شرق گیلان می‌زیست و پیرو ناصریه بود. او به همراه قاضی عبدالجبار به مکه رفت و مناظره‌هایی از این دوره انجام داده است. در ری بود ولی به خاطر اختلاف میان زیدیه و اهل تسنن به آمل رفت. در آمل هم پس از برتر دانستن علی از ابوبکر، منوچهر زیاری او را تبعید کرد. وی در ۴۲۰ هجری درگذشته است.
ابوالقاسم بستی نویسنده‌ای زیدی معتزلی، رساله‌ای جدلی علیه اسماعیلیان نوشت با عنوان «مِن کشف أسرار الباطنیه». این رساله که حدود سال ۴۰۰ قمری / ۱۰۰۹ میلادی نگاشته شده و به‌صورت گزیده‌هایی باقی مانده، اقتباس‌های مهمی از آثار اسماعیلیان نخستین را دربردارد؛ از جمله از کتاب «المحصول» تألیف داعی محمد بن احمد نسفی، که امروزه مفقود است. او همچنین از آثار داعی ابویعقوب سجستانی و بسیاری از دیگر مؤلفان اسماعیلی آگاه بوده است. از آن‌جا که او شاگرد قاضی عبدالجبار، عالم بزرگ معتزلی، بوده، به رسالهٔ ابن رزام که اثری خصمانه علیه اسماعیلیان بود نیز دسترسی داشته و همچون او کوشید نسب علوی فاطمیان را انکار کند و نسب آنان را به قَدّاح نسبت دهد.